# Кобелево (Архангельская область)
Кобелево — деревня в Пинежском районе Архангельской области. Административный центр Покшеньгского сельского поселения.

## География
Деревня расположена в восточной части области на расстоянии примерно в 9 километрах по прямой к юго-западу от районного центра села Карпогоры.
Часовой пояс
Деревня Кобелево как и вся Архангельская область, находится в часовой зоне МСК (московское время). Смещение применяемого времени относительно UTC составляет +3:00.

## Население
| 2002 | 2010 | 2012 |
| ---- | ---- | ---- |
| 132  | ↘102 | ↗121 |

Национальный состав
Согласно результатам переписи 2002 года, в национальной структуре населения русские составляли 99 % из 133 чел..